# Aleksandr Bałamutow
Aleksandr Dmitrijewicz Bałamutow (ros. Александр Дмитриевич Баламутов, ur. 1904 w stanicy Chanżenkowo w guberni jekaterynosławskiej, zm. w sierpniu 1979 w Moskwie) – Rosjanin, funkcjonariusz radzieckich służb specjalnych, podpułkownik.

## Życiorys
Od 1917 pracował w kopalni, następnie w gospodarstwie rodziców, od kwietnia 1920 do kwietnia 1922 przewodniczący i sekretarz gminnego komitetu Komsomołu w guberni kurskiej. Od kwietnia 1922 do września 1923 przewodniczący rady wiejskiej, 1923-1925 uczył się w radzieckiej szkole partyjnej w Kursku, od września do listopada 1925 instruktor powiatowego komitetu Komsomołu w Biełgorodzie, od listopada 1925 do września 1927 instruktor i zastępca kierownika wydziału agitacyjno-propagandowego okręgowego komitetu WKP(b) w Jelcu, od września 1927 do grudnia 1928 sekretarz odpowiedzialny gminnego komitetu WKP(b). Od grudnia 1928 do października 1929 zastępca kierownika wydziału organizacyjnego okręgowego komitetu WKP(b) w Jelcu, od października 1929 do maja 1930 sekretarz odpowiedzialny Komitetu Miejskiego WKP(b) w Lipiecku, od czerwca 1930 do marca 1931 zastępca dyrektora kombinatu cukrowego, 1931-1934 studiował w Moskiewskim Instytucie Elektrotechnicznym, od marca 1934 do stycznia 1937 szef wydziału politycznego sowchozu w obwodzie kujbyszewskim (obecnie obwód samarski).
Od stycznia do kwietnia 1937 funkcjonariusz Wydziału 3 Głównego Zarządu Bezpieczeństwa Państwowego, od 23 kwietnia 1937 porucznik bezpieczeństwa państwowego, od 23 kwietnia do 14 grudnia 1937 zastępca szefa Oddziału 1 Wydziału 3 Głównego Zarządu Bezpieczeństwa Państwowego, od 14 grudnia 1937 do czerwca 1938 sekretarz komitetu partyjnego Głównego Zarządu Bezpieczeństwa Państwowego, 1 kwietnia 1938 awansowany na kapitana bezpieczeństwa państwowego, od 28 marca do 29 września 1938 szef Wydziału 3 Specjalnego NKWD ZSRR, od 29 września 1938 do 8 kwietnia 1939 szef Wydziału 7 Głównego Zarządu Bezpieczeństwa Państwowego, od 8 kwietnia 1938 do 8 maja 1941 szef Zarządu Poprawczego Obozu Pracy i Kombinatu NKWD, od czerwca do sierpnia 1941 szef Zarządu Budowlanego Frontu Zachodniego, od 26 sierpnia 1941 do 26 stycznia 1942 szef Budownictwa nr 1001 i Poprawczego Obozu Pracy NKWD, od lutego 1942 do kwietnia 1946 szef Odcinka nr 1 Kolonii Przemysłowej Zarządu NKWD obwodu swierdłowskiego. Od kwietnia do października 1946 na emeryturze, później inżynier Głównej Państwowej Inspekcji Górniczo-Technicznej Ministerstwa Przemysłu Naftowego Wschodnich Rejonów ZSRR, od października 1947 do grudnia 1948 zastępca szefa tej inspekcji, od stycznia 1949 do października 1957 starszy inżynier Głównej Państwowej Inspekcji Górniczo-Technicznej Ministerstwa Przemysłu Naftowego ZSRR, 9 września 1957 awansowany na podpułkownika. Od października 1957 do sierpnia 1961 starszy inżynier Komitetu Naukowo-Technicznego Rady Ministrów RFSRR, od sierpnia 1961 starszy inżynier Państwowego Komitetu Rady Ministrów RFSRR, od kwietnia 1966 na emeryturze.
Odznaczony Odznaką "Honorowy Funkcjonariusz Czeki/GPU (XV)" (31 sierpnia 1937) i 5 medalami.